# Sisymbrium erucastrifolium
Sisymbrium erucastrifolium är en korsblommig växtart som först beskrevs av Franz Josef Ivanovich Ruprecht, och fick sitt nu gällande namn av Ernst Rudolf von Trautvetter. Sisymbrium erucastrifolium ingår i släktet gatsenaper, och familjen korsblommiga växter. Inga underarter finns listade i Catalogue of Life.